# Anton Jugow
Anton Tanew Jugow bułg. Антон Танев Югов (ur. 15 sierpnia 1904 w Rugunowcu w Macedonii Egejskiej, zm. 6 lipca 1991 w Sofii), bułgarski działacz komunistyczny. Od 1928 członek Bułgarskiej Partii Komunistycznej (BPK), uczestnik powstania wrześniowego 1923.

## Życiorys
Po I wojnie światowej wraz z rodziną przeniósł się do Płowdiwu, gdzie pracował w zakładach tytoniowych, tam też związał się z ruchem komunistycznym. Od 1928 członek Bułgarskiej Partii Komunistycznej. W latach 1934–1936 przebywał w Moskwie, gdzie ukończył Międzynarodową Szkołę Leninowską. W 1937 powrócił do Bułgarii i został sekretarzem Komitetu Centralnego Bułgarskiej Partii Robotniczej (komunistycznej). Używał pseudonimu Paszko. W 1941 aresztowany przez policję i osadzony w obozie pracy Gonda Woda. W 1942 został skazany na karę śmierci, ale wyroku nie wykonano.
W 1944 objął stanowisko ministra spraw wewnętrznych w rządzie Kimona Georgiewa. Odpowiadał za podporządkowanie organów bezpieczeństwa Bułgarskiej Partii Robotniczej (komunistycznej) i przeprowadzenie samosądów na przedstawicielach dawnej elity politycznej. W latach 1944–1964 zasiadał w bułgarskim parlamencie.
W 1950 objął stanowisko ministra przemysłu ciężkiego, w rządzie kierowanym przez Wyłko Czerwenkowa. Po jego odsunięciu stanął na czele rządu, kierując nim do 1962. Pod jego rządami doszło do pełnej kolektywizacji rolnictwa. W 1972 został oskarżony o prowadzenie działalności antypartyjnej i wykluczony z KC BPK. Zrehabilitowano go w styczniu 1990.